# Synagoga Chasseloup-Laubat
Synagoga Chasseloup-Laubat je synagoga v 15. obvodu v Paříži v ulici Rue Chasseloup-Laubat č. 14, po které nese své jméno. Byla vysvěcena v roce 1913.

## Historie
Od poloviny 19. století v 15. obvodu existovala židovská obec, která měla na Avenue de la Motte-Piquet malou modlitebnu. Přestože se počet členů zvyšoval, především imigrací židů z východní Evropy, obci se nedařilo sehnat prostředky na vybudování vlastní synagogy. Proto se Židovská obec v Paříži (Association cultuelle israélite de Paris) rozhodla vybudovat pro zdejší společenství synagogu. Obec koupila v roce 1910 pro tento účel pozemek o rozloze 754 m2 za 130.000 franků a její předseda Edmond James de Rothschild převzal, tak jako v případě synagogy na Montmartru a synagogy v Boulogne-Billancourt náklady na její výstavbu, které činily 340.000 franků. Stavební povolení bylo vydáno v září 1912 a do roka již byla synagoga postavená. 29. září 1913 u příležitosti svátku židovského nového roku Roš ha-šana byla vysvěcena.
Dne 4. května 2009 byla synagoga za přítomnosti hlavního rabína Francie a hlavního židovského vojenského kaplana francouzské armády vysvěcena jako vojenská synagoga.

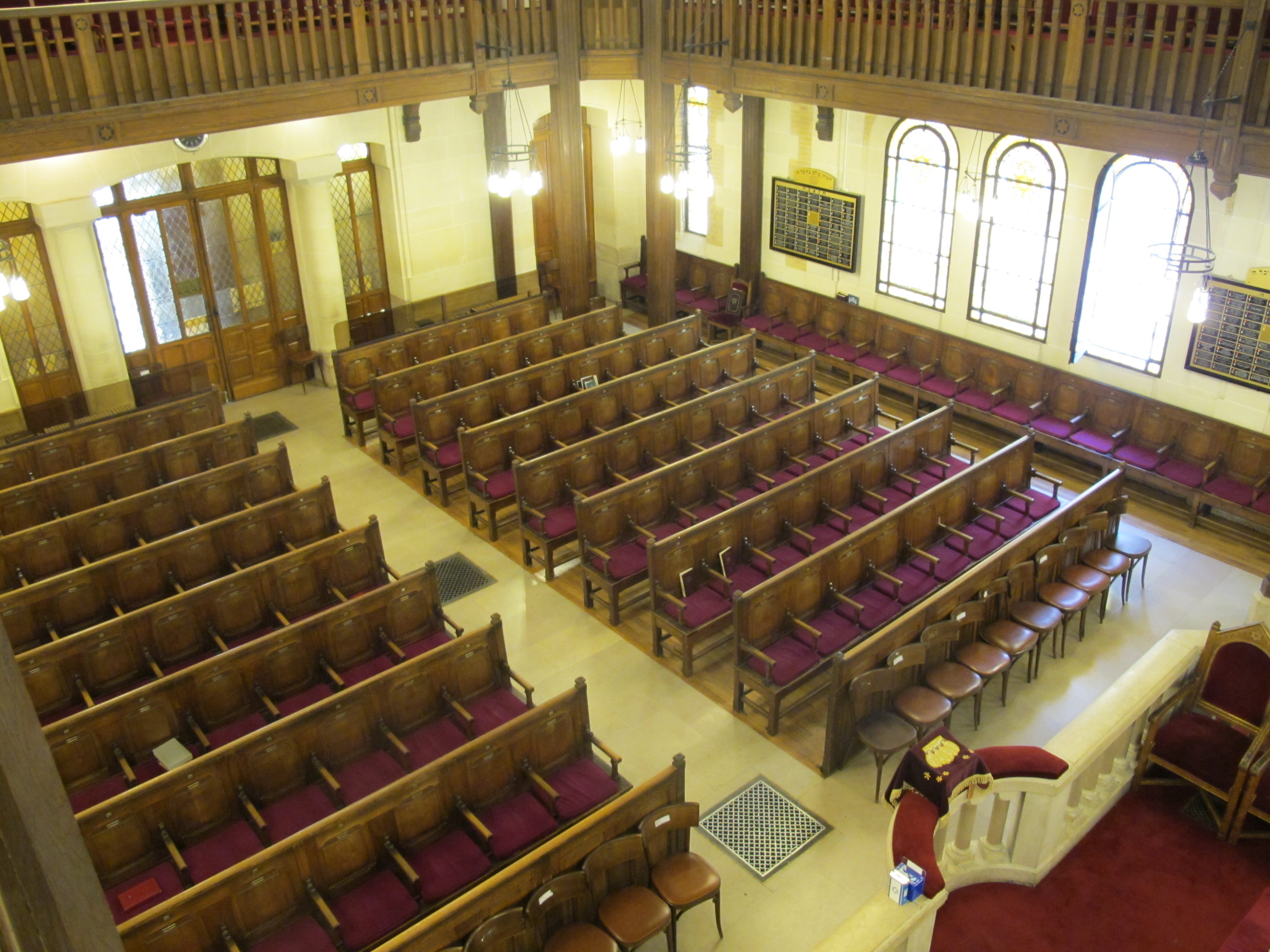
Interiér

## Architektura
Architektem byl jmenován Lucien Bechmann (1880-1968). Synagoga je postavena v byzantském stylu. Oblouky arkád a oken, hlavice sloupů i krakorce mají tvary charakteristické pro románskou architekturu. Pozemek se stavbou odděluje od ulice mříž. Za ní je dvůr, odkud se vchází do synagogy a do sousedního domu rabína. Obě stavby jsou z přírodního kamene a cihel.
Před samotnou synagogou je postavena chrámová předsíň nesená trojitými arkádami. Centrální portál je ozdoben dvěma černými mramorovými sloupy a na jeho štítu jsou desky s desaterem.
Hlavice sloupů jsou zdobené listy a Davidovou hvězdou. Z této vstupní haly vedou schody na galerii pro ženy, vchod do hlavní lodě a do knihovny a zasedací místnosti. Na tympanonu nad vchodem do interiéru je Davidova hvězda a datum vysvěcení podle židovského kalendáře: Elul 5673.
Synagoga má čtvercový půdorys. Zdi jsou na třech stranách opatřené rozetami s vitrážemi s geometrickými motivy a Davidovou hvězdou. Po třech stranách je vybudovaná dřevěná empora podpíraná masivními dřevěnými trámy. Výška prostoru činí 15 metrů a jeho délka je 13 metrů. Na velkém oblouku nad aron ha-kodeš (schránou na Tóru) je biblický nápis Tu l'Eternel ton Dieu aimeras de tout ton Coeur (Miluj Hospodina, Boha svého, celým svým srdcem, Mt 22, 37 (Kral, ČEP). Schrána je ze dřeva, stejně jako desky s desaterem a Davidova hvězda. Před ní se nachází bima.